# Phaulula luzonica
Phaulula luzonica är en insektsart som först beskrevs av Morgan Hebard 1922.  Phaulula luzonica ingår i släktet Phaulula och familjen vårtbitare. Inga underarter finns listade i Catalogue of Life.